# Diocesi di Neiva
La diocesi di Neiva (in latino Dioecesis Neivensis) è una sede della Chiesa cattolica in Colombia suffraganea dell'arcidiocesi di Ibagué. Nel 2023 contava 522.170 battezzati su 550.450 abitanti. È retta dal vescovo Marco Antonio Merchán Ladino.

## Territorio
La diocesi comprende 15 comuni nella parte settentrionale del dipartimento colombiano di Huila: Colombia, Villavieja, Baraya, Tello, Aipe, Neiva, Santa María, Palermo, Rivera, Campoalegre, Algeciras, Hobo, Yaguará, Iquira e Teruel.
Sede vescovile è la città di Neiva, dove si trova la cattedrale dell'Immacolata Concezione di Maria Vergine.
Il territorio si estende su una superficie di 10.523 km² ed è suddiviso in 65 parrocchie, raggruppate in 6 vicariati: La Inmaculada Concepción, San José, Espíritu Santo, Nuestra Señora del Carmen, San Francisco de Asís, La Sagrada Familia,

## Storia
La città di Neiva fu per la prima volta sede episcopale della diocesi di Tolima dal 21 luglio 1895 al 20 maggio 1900. Quando questa diocesi fu soppressa, fu eretta la diocesi di Garzón, di cui faceva parte anche Neiva, che per un certo periodo fu sede della nuova diocesi.
Il 25 febbraio 1964, in forza della bolla De Ecclesiarum prosperitate di papa Paolo VI, la chiesa dell'Immacolata Concezione di Neiva fu elevata al rango di concattedrale della diocesi di Garzón, che contestualmente assunse il nome di diocesi di Garzón-Neiva.
La diocesi di Neiva è stata eretta il 24 luglio 1972 con la bolla Ad aptius tutiusque dello stesso Paolo VI, in seguito alla divisione della diocesi di Garzón-Neiva, da cui ha tratto origine anche la diocesi di Garzón.
Originariamente suffraganea dell'arcidiocesi di Popayán, il 14 dicembre 1974 entrò a far parte della provincia ecclesiastica dell'arcidiocesi di Ibagué.

## Cronotassi dei vescovi
Si omettono i periodi di sede vacante non superiori ai 2 anni o non storicamente accertati.
- Rafael Sarmiento Peralta † (24 luglio 1972 - 12 gennaio 1985 nominato arcivescovo di Nueva Pamplona)
- Hernando Rojas Ramírez † (1º luglio 1985 - 19 gennaio 2001 ritirato)
- Ramón Darío Molina Jaramillo, O.F.M. † (19 gennaio 2001 - 4 febbraio 2012 ritirato)
- Froilán Tiberio Casas Ortíz (4 febbraio 2012 - 14 aprile 2023 dimesso)
- Marco Antonio Merchán Ladino, dal 14 aprile 2023

## Statistiche
La diocesi nel 2023 su una popolazione di 550.450 persone contava 522.170 battezzati, corrispondenti al 94,9% del totale.
| anno | popolazione | popolazione | popolazione | presbiteri | presbiteri | presbiteri | presbiteri                | diaconi | religiosi | religiosi | parrocchie |
| anno | battezzati  | totale      | %           | numero     | secolari   | regolari   | battezzati per presbitero | diaconi | uomini    | donne     | parrocchie |
| ---- | ----------- | ----------- | ----------- | ---------- | ---------- | ---------- | ------------------------- | ------- | --------- | --------- | ---------- |
| 1976 | 251.500     | 260.500     | 96,5        | 33         | 27         | 6          | 7.621                     |         | 6         | 78        | 25         |
| 1980 | 274.500     | 287.800     | 95,4        | 44         | 30         | 14         | 6.238                     |         | 14        | 60        | 27         |
| 1990 | 369.000     | 380.522     | 97,0        | 46         | 35         | 11         | 8.021                     |         | 18        | 57        | 27         |
| 1999 | 468.000     | 481.000     | 97,3        | 59         | 50         | 9          | 7.932                     |         | 13        | 57        | 37         |
| 2000 | 380.000     | 400.000     | 95,0        | 59         | 50         | 9          | 6.440                     |         | 13        | 58        | 37         |
| 2001 | 380.000     | 400.000     | 95,0        | 62         | 53         | 9          | 6.129                     |         | 13        | 57        | 38         |
| 2002 | 386.000     | 406.000     | 95,1        | 62         | 52         | 10         | 6.225                     |         | 14        | 53        | 38         |
| 2003 | 392.000     | 412.000     | 95,1        | 66         | 52         | 14         | 5.939                     |         | 16        | 56        | 48         |
| 2004 | 409.126     | 430.000     | 95,1        | 75         | 61         | 14         | 5.455                     |         | 14        | 53        | 48         |
| 2013 | 463.000     | 487.000     | 95,1        | 86         | 64         | 22         | 5.383                     |         | 28        | 65        | 60         |
| 2016 | 478.000     | 503.000     | 95,0        | 61         | 61         |            | 7.836                     | 1       | 5         | 45        | 62         |
| 2019 | 494.000     | 520.000     | 95,0        | 89         | 71         | 18         | 5.550                     |         | 22        | 32        | 63         |
| 2021 | 512.200     | 539.400     | 95,0        | 89         | 74         | 15         | 5.755                     |         | 63        | 27        | 65         |
| 2023 | 522.170     | 550.450     | 94,9        | 87         | 73         | 14         | 6.001                     | 12      | 62        | 27        | 65         |